# Copa São Paulo de Futebol Júnior de 1978
A Copa São Paulo de Futebol Júnior de 1978, foi a 10ª edição da "copinha". Aconteceu entre 11 e 25 de janeiro (aniversário da cidade de São Paulo). Nessa edição, o Internacional sagrou-se bicampeão da Copa São Paulo, vencendo o Corinthians na disputa de pênaltis, por 5 a 4, após o jogo da final terminar empatado em 0 a 0.

## Regulamento
A Competição será disputada em 3 fases: primeira fase, semifinal e final. Participaram da primeira fase um total de 16 clubes, divididos em 4 grupos, portanto de 1 a 4.
Na  primeira fase os clubes jogaram entre si, dentro do grupo em turno único, classificando-se para as semi-finais, o melhor clube que obteve o maior número de pontos ganhos nos respectivos grupos.
Ao término da primeira fase, em eventual igualdade de pontos ganhos entre dois ou mais clubes, aplicou-se, sucessivamente, os seguintes critérios:
- Confronto direto (somente no empate entre dois clubes)
- Maior saldo de gols
- Maior número de vitórias
- Maior número de gols marcados
- Sorteio

## Equipes participantes
Estas são as 16 equipes que participaram desta edição:
| Estado            | Equipe           |
| ----------------- | ---------------- |
| Minas Gerais      | C Atlético-MG    |
| Minas Gerais      | Cruzeiro EC      |
| Paraná            | Londrina EC      |
| Paraná            | SE Matsubara     |
| Rio de Janeiro    | CR Flamengo      |
| Rio de Janeiro    | Fluminense FC    |
| Rio Grande do Sul | Grêmio FPA       |
| Rio Grande do Sul | SC Internacional |
| São Paulo         | América FC       |
| São Paulo         | SC Corinthians P |
| São Paulo         | Guarani FC       |
| São Paulo         | Nacional AC      |
| São Paulo         | SE Palmeiras     |
| São Paulo         | AA Ponte Preta   |
| São Paulo         | Santos FC        |
| São Paulo         | São Paulo FC     |

## Primeira fase

### Grupo 1 (Moóca,São Paulo)
| Time        | Pts | J | V | E | D | GP | GS | SG |
| ----------- | --- | - | - | - | - | -- | -- | -- |
| Palmeiras   | 5   | 3 | 2 | 1 | 0 | 3  | 0  | +3 |
| Grêmio      | 4   | 3 | 1 | 2 | 0 | 3  | 2  | +1 |
| Flamengo    | 3   | 3 | 1 | 1 | 1 | 3  | 3  | 0  |
| Nacional-SP | 0   | 3 | 0 | 0 | 3 | 2  | 6  | -4 |

| 11 de janeiro | Flamengo | 1 – 1 | Grêmio | Estádio da Rua Javari, São Paulo |
|               |          |       |        |                                  |

| 11 de janeiro | Palmeiras | 2 – 0 | Nacional-SP | Estádio da Rua Javari, São Paulo |
|               |           |       |             |                                  |

| 14 de janeiro | Nacional-SP | 1 – 2 | Grêmio |  |
|               |             |       |        |  |

| 15 de janeiro | Palmeiras | 1 – 0 | Flamengo |  |
|               |           |       |          |  |

| 18 de janeiro | Nacional-SP | 1 – 2 | Flamengo |  |
|               |             |       |          |  |

| 18 de janeiro | Palmeiras | 0 – 0 | Grêmio |  |
|               |           |       |        |  |

### Grupo 2 (São Caetano do Sul)
| Time             | Pts | J | V | E | D | GP | GS | SG |
| ---------------- | --- | - | - | - | - | -- | -- | -- |
| Santos           | 5   | 3 | 2 | 1 | 0 | 4  | 1  | +3 |
| Ponte Preta      | 4   | 3 | 2 | 0 | 1 | 5  | 1  | +4 |
| Atlético Mineiro | 2   | 3 | 0 | 2 | 1 | 2  | 4  | -2 |
| Matsubara        | 1   | 3 | 0 | 1 | 2 | 1  | 6  | -5 |

| 11 de janeiro | Ponte Preta | 2 – 0 | Atlético Mineiro | Estádio Municipal Lauro Gomes de Almeida, São Caetano do Sul |
|               |             |       |                  |                                                              |

| 11 de janeiro | Santos | 2 – 0 | Matsubara | Estádio Municipal Lauro Gomes de Almeida, São Caetano do Sul |
|               |        |       |           |                                                              |

| 14 de janeiro | Santos | 1 – 0 | Ponte Preta |  |
|               |        |       |             |  |

| 15 de janeiro | Atlético Mineiro | 1 – 1 | Matsubara |  |
|               |                  |       |           |  |

| 18 de janeiro | Santos | 1 – 1 | Atlético Mineiro |  |
|               |        |       |                  |  |

| 18 de janeiro | Ponte Preta | 3 – 0 | Matsubara |  |
|               |             |       |           |  |

### Grupo 3 (Tatuapé,São Paulo)
| Time          | Pts | J | V | E | D | GP | GS | SG |
| ------------- | --- | - | - | - | - | -- | -- | -- |
| Internacional | 4   | 3 | 2 | 0 | 1 | 7  | 4  | +3 |
| Fluminense    | 4   | 3 | 2 | 0 | 1 | 5  | 3  | +2 |
| São Paulo     | 2   | 3 | 1 | 0 | 2 | 6  | 9  | -3 |
| América-SP    | 2   | 3 | 1 | 0 | 2 | 3  | 5  | -2 |

| 11 de janeiro | América-SP | 0 – 1 | Fluminense | A.D. Policia Militar, São Paulo |
|               |            |       |            |                                 |

| 11 de janeiro | São Paulo | 2 – 4 | Internacional | A.D. Policia Militar, São Paulo |
|               |           |       |               |                                 |

| 15 de janeiro | São Paulo | 4 – 2 | América-SP |  |
|               |           |       |            |  |

| 15 de janeiro | Fluminense | 1 – 3 | Internacional |  |
|               |            |       |               |  |

| 18 de janeiro | São Paulo | 0 – 3 | Fluminense |  |
|               |           |       |            |  |

| 18 de janeiro | América-SP | 1 – 0 | Internacional |  |
|               |            |       |               |  |

### Grupo 4 (São Paulo)
| Time        | Pts | J | V | E | D | GP | GS | SG |
| ----------- | --- | - | - | - | - | -- | -- | -- |
| Corinthians | 4   | 3 | 1 | 2 | 0 | 3  | 0  | +3 |
| Cruzeiro    | 4   | 3 | 1 | 2 | 0 | 2  | 0  | +2 |
| Guarani     | 3   | 3 | 0 | 3 | 0 | 0  | 0  | 0  |
| Londrina    | 1   | 3 | 0 | 1 | 2 | 0  | 5  | -4 |

| 12 de janeiro | Cruzeiro | 2 – 0 | Londrina |  |
|               |          |       |          |  |

| 12 de janeiro | Corinthians | 0 – 0 | Guarani |  |
|               |             |       |         |  |

| 15 de janeiro | Corinthians | 3 – 0 | Londrina |  |
|               |             |       |          |  |

| 15 de janeiro | Guarani | 0 – 0 | Cruzeiro |  |
|               |         |       |          |  |

| 18 de janeiro | Guarani | 0 – 0 | Londrina |  |
|               |         |       |          |  |

| 18 de janeiro | Corinthians | 0 – 0 | Cruzeiro |  |
|               |             |       |          |  |

## Fase final

### Tabela
|  | Semifinais          | Semifinais  |       |  | Final               | Final |  |
|  |                     |             |       |  |                     |       |  |
|  |                     |             |       |  |                     |       |  |
|  | Internacional (pen) | 0 (5)       |       |  |                     |       |  |
|  | Palmeiras           | 0 (3)       |       |  |                     |       |  |
|  |                     |             |       |  |                     |       |  |
|  |                     |             |       |  |                     |       |  |
|  |                     |             |       |  | Internacional (pen) | 0 (5) |  |
|  |                     | Corinthians | 0 (4) |  |                     |       |  |
|  |                     |             |       |  |                     |       |  |
|  |                     |             |       |  |                     |       |  |
|  |                     |             |       |  |                     |       |  |
|  |                     |             |       |  |                     |       |  |
|  | Corinthians         | 1           |       |  |                     |       |  |
|  | Santos              | 0           |       |  |                     |       |  |

### Semi-finais
| 22 de janeiro | Corinthians         | 1 – 0 | Santos | Estádio do Pacaembu, São Paulo |
|               | Odair 80+6' (prorr) |       |        | Árbitro: Euclides Fiori        |

- Santos: Paulinho; Ticão, Gilberto Costa, Edson Tatu e Edinho; Zé Carlos, Toninho Vieira (Vicente) e Pita; Betinho (Julio Cesar), Rubens Feijão e Célio.
- Corinthians: Gilmar; Geraldo, Evaldo, Donato e Vanderlei; Nobre, Rubinho e Rodolfo; Odair, Luis Rosa (Gerson) e Luisinho (Carlos).

| 22 de janeiro | Internacional | 0 – 0 | Palmeiras | Estádio do Pacaembu, São Paulo |
|               |               |       |           | Árbitro: Antonio Carlos Gomes  |

|                                       |       | Penalidades                   |  |
| João Carlos Valmir Tonho Cléo Joaquim | 5 – 3 | Macedo Adauto Biquinha Sílvio |  |

### Final
| 25 de janeiro | Corinthians | 0 – 0 | Internacional | Estádio do Pacaembu, São Paulo |
| 10:00         |             |       |               | Árbitro: Euclides Z. Flore     |

|                                             |       | Penalidades                                     |  |
| Geraldo Gersinho Rodolfo Donato Nobre Odair | 4 – 5 | João Carlos Jorginho Dalmir Joaquim Cléo Gérson |  |

## Premiação
| Copa São Paulo de Futebol Júnior 1978 |
| ------------------------------------- |
| INTERNACIONAL Campeão (2º título)     |